# Per Sætersdal
Per Albert Sætersdal (ur. 18 maja 1964 w Bergen) – norweski wioślarz. Srebrny medalista olimpijski z Barcelony.
Brał udział w dwóch igrzyskach (IO 88, IO 92). W 1992 zajął drugie miejsce w czwórce podwójnej. Partnerowali mu Lars Bjønness, Rolf Thorsen i Kjetil Undset. W 1990 był trzeci w jedynce wagi lekkiej na mistrzostwach świata.